# جان استارکس
جان استاکس (انگلیسی: John Starks؛ زاده ۱۰ اوت ۱۹۶۵) یک بازیکن بسکتبال اهل ایالات متحده آمریکا است.